# Comuna Chieșd, Sălaj
Chieșd este o comună în județul Sălaj, Transilvania, România, formată din satele Chieșd (reședința), Colonia Sighetu Silvaniei și Sighetu Silvaniei.

## Demografie
Componența etnică a comunei Chieșd
     Români (76,27%)
     Romi (14,97%)
     Maghiari (3,74%)
     Alte etnii (0%)
     Necunoscută (5,02%)
Componența confesională a comunei Chieșd
     Ortodocși (76,4%)
     Penticostali (9,16%)
     Baptiști (6,08%)
     Reformați (2,51%)
     Alte religii (0,66%)
     Necunoscută (5,2%)
Conform recensământului efectuat în 2021, populația comunei Chieșd se ridică la 2.271 de locuitori, în scădere față de recensământul anterior din 2011, când fuseseră înregistrați 2.420 de locuitori. Majoritatea locuitorilor sunt români (76,27%), cu minorități de romi (14,97%) și maghiari (3,74%), iar pentru 5,02% nu se cunoaște apartenența etnică. Din punct de vedere confesional, majoritatea locuitorilor sunt ortodocși (76,4%), cu minorități de penticostali (9,16%), baptiști (6,08%) și reformați (2,51%), iar pentru 5,2% nu se cunoaște apartenența confesională.

## Politică și administrație
Comuna Chieșd este administrată de un primar și un consiliu local compus din 11 consilieri. Primarul, Leontin Chiș[*], de la Partidul Social Democrat, este în funcție din 2016. Începând cu alegerile locale din 2024, consiliul local are următoarea componență pe partide politice:
|  | Partid                                 | Consilieri | Componența Consiliului | Componența Consiliului | Componența Consiliului | Componența Consiliului | Componența Consiliului |
|  | -------------------------------------- | ---------- | ---------------------- | ---------------------- | ---------------------- | ---------------------- | ---------------------- |
|  | Partidul Social Democrat               | 5          |                        |                        |                        |                        |                        |
|  | Alianța pentru Unirea Românilor        | 2          |                        |                        |                        |                        |                        |
|  | Alianța Dreapta Unită                  | 2          |                        |                        |                        |                        |                        |
|  | Uniunea Democrată Maghiară din România | 1          |                        |                        |                        |                        |                        |
|  | Partidul Național Liberal              | 1          |                        |                        |                        |                        |                        |

## Atracții turistice
- Biserica de lemn din Chieșd, construcție secolul al XVIII-lea, monument istoric
- Biserica de lemn din satul Sighetu Silvaniei, construcție secolul al XVII-lea, monument istoric
- Muzeul satului din Chieșd, înființat în anul 2004, fiind expuse peste 150 de piese tradiționale din zonă.[7]